# Allotria
Se även fjärilsarten Allotria elonympha
Allotria är en tysk romantisk komedifilm från 1936 i regi av Willi Forst, med manus av den samme och Jochen Huth. Filmen var inspirerad av amerikanska screwballkomedier och har ett högt tempo. Den hade svensk premiär 1937 på Astoria, distribuerad av Fribergs Filmbyrå.

## Handling
De två bästa vännerna David och Philip har ovetandes kärleksaffärer med samma kvinna, Aimée. De avslutar relationen med henne då båda ska gifta sig på varsitt håll, David med Gaby och Philip med Viola. Men komplikationer och rykten uppstår mellan alla inblandade parter.

## Rollista
- Renate Müller - Viola
- Jenny Jugo - Gaby
- Anton Walbrook - Philip
- Heinz Rühmann - David
- Hilde Hildebrand - Aimée
- Heinz Salfner - Gabys far
- Will Dohm - Theodor
- F.W. Schröder-Schrom - passagerare
- Julia Serda - passagerare
- Toni Tetzlaff - kvinna med Gaby
- Erich Dunskus - tulltjänsteman